# Vladimír Koiš
Vladimír Koiš (1936. március 31. – 2017. szeptember 17.) csehszlovák válogatott labdarúgó.
A csehszlovák válogatott tagjaként részt vett az 1962-es világbajnokságon.

## Sikerei, díjai
Sparta Praha
- Csehszlovák bajnok (2): 1964–65, 1966–67
- Csehszlovák kupa (1): 1964

Csehszlovákia
- Világbajnoki döntős (1): 1962